# ISO 3166-2:AO
ISO 3166-2:AO este o secțiune a ISO 3166-2, parte a standardului ISO 3166, publicat de Organizația Internațională de Standardizare (ISO), care definește codurile pentru subdiviziunile statului Angola (a cărui cod ISO 3166-1 alpha-2 este AO).
În prezent 18 provincii au alocate coduri. Fiecare cod începe cu AO-, urmat de două cifre.

## Codurile actuale
Codurile și numele diviziunilor sunt listate așa cum se regăsesc în standardul publicat de Agenția de Mentenanță a standardului ISO 3166 (ISO 3166/MA). Faceți click pe butonul din capul listei pentru a sorta fiecare coloană.
| Cod    | Subdiviziune   |
| ------ | -------------- |
| AO-BGO | Bengo          |
| AO-BGU | Benguela       |
| AO-BIE | Bié            |
| AO-CAB | Cabinda        |
| AO-CCU | Cuando Cubango |
| AO-CNO | Cuanza Norte   |
| AO-CUS | Cuanza Sul     |
| AO-CNN | Cunene         |
| AO-HUA | Huambo         |
| AO-HUI | Huíla          |
| AO-LUA | Luanda         |
| AO-LNO | Lunda Norte    |
| AO-LSU | Lunda Sul      |
| AO-MAL | Malanje        |
| AO-MOX | Moxico         |
| AO-NAM | Namibe         |
| AO-UIG | Uíge           |
| AO-ZAI | Zaire          |